# سازمان تربیت بدنی
سازمان تربیت بدنی سازمانی دولتی در ایران بود که توسط دولت ایران نظارت و هدایت می‌شد. این سازمان یکی از معاونت‌های ریاست جمهوری و رئیس آن یکی از معاونین رئیس‌جمهور ایران به‌شمار آمده و به‌طور مستقیم توسط رئیس‌جمهور برگزیده می‌شد. سازمان تربیت بدنی در سال ۱۳۸۹ با مصوبه مجلس شورای اسلامی منحل و به وزارت ورزش و جوانان تبدیل شد.

## پیشینه
- تأسیس هیئت مروجین ورزش پس از انقلاب مشروطه و آغاز به کار مجلس شورای ملی؛ فدراسیون ها در آن زمان «مجمع ترقی و ترویج» آن رشته ورزشی نام داشتند به طور مثال برای فوتبال ، مجمع ترقی و ترویج فوتبال وجود داشت.
- در سال‌های دهه ۱۳۰۰ پس از تصویب "قانون ورزش اجباری در مدارس"، در ۱۴ شهریور ماه ۱۳۰۶ «انجمن ملی تربیت بدنی»  زیر نظر وزارت معارف  تشکیل شد.[۱]
- در سال ۱۳۲۰ تربیت بدنی به دو بخش متمایز تفکیک شد: تربیت بدنی آموزشگاه‌ها به وزارت فرهنگ وقت و همچنین ورزش دسته‌های آزاد و پیشاهنگی به انجمن ملی تربیت بدنی واگذار شدند.
- در سال‌های بعد امور ورزش در ایران در سه بخش مجزا یعنی سازمان تربیت بدنی و تفریحات سالم، کمیته ملی المپیک ایران و شورای ورزش بانوان متمرکز شد.
- در ۲۵ آذر ۱۳۳۷ انجمن ملی تربیت بدنی به سازمان مستقلی به نام "سازمان تندرستی جوانان و تربیت بدنی ایران" تبدیل شد. این سازمان به عنوان یک معاونت، زیرمجموعه وزارت فرهنگ قرار گرفت. [۲]
- در ۱۱ اسفند ۱۳۴۰ نام سازمان مذکور به "سازمان تربیت بدنی و تفریحات سالم" تغییر یافت. [۳]
- در ۲۳ خرداد ۱۳۵۰ قانون تشکیل سازمان تربیت بدنی تصویب و این سازمان یکی از معاونت‌های نخست‌وزیری شد و در هر استان کشور اداره کل تربیت بدنی تشکیل شد.
- در سال ۱۳۵۳ هفتمین دوره بازی‌های آسیایی در تهران برگزار شد و با گشایش مجموعه ورزشی آزادی به تدریج مدارس و دانشکده‌های تربیت بدنی شکل گرفتند.[۴]
- در ۲۷ مرداد ۱۳۵۵ و به‌دنبال شکست ورزش ایران در المپیک ۱۹۷۶ مونترال، سازمان تربیت بدنی ایران به فرمان شاه منحل و تشکیلات ورزش ایران در وزارت آموزش و پرورش متمرکز شد. [۵]
- در ۸ شهریور ۱۳۵۶ و با تصویب مجلس شورای ملی، سازمان تربیت بدنی منحل و تشکیلات جدیدی با عنوان "سازمان ورزش ایران" جایگزین آن شد. [۶]
- در ۲۲ خرداد ۱۳۵۹، شورای انقلاب نام سازمان را به "سازمان تربیت بدنی ایران" تغییر داد [۷].
- در تاریخ ۸ دیماه ۱۳۸۹ نمایندگان مجلس شورای اسلامی ضمن ادغام سازمان تربیت بدنی و سازمان ملی جوانان با تشکیل یک وزارتخانه تحت عنوان وزارت ورزش و جوانان موافقت کردند.[۸]

## فهرست فدراسیون‌های ورزشی ایران
- فدراسیون آمادگی جسمانی و ایروبیک ایران
- فدراسیون اسکی ایران
- فدراسیون اسکیت ایران
- فدراسیون بدمینتون ایران
- فدراسیون بدنسازی و پرورش اندام ایران
- فدراسیون بسکتبال ایران
- فدراسیون بوکس ایران
- فدراسیون بولینگ و بیلیارد ایران
- فدراسیون بیس‌بال ایران
- فدراسیون بین‌المللی تکواندو در ایران
- فدراسیون بین‌المللی ورزش‌های زورخانه‌ای
- فدراسیون پزشکی ورزشی ایران
- فدراسیون پهلوانی و زورخانه‌ای ایران
- فدراسیون تکواندو جمهوری اسلامی ایران
- فدراسیون تنیس ایران
- فدراسیون تنیس روی میز ایران
- فدراسیون تیراندازی ایران
- فدراسیون تیراندازی با کمان ایران
- فدراسیون جودوی ایران
- فدراسیون چوگان ایران
- فدراسیون دو و میدانی ایران
- فدراسیون دوچرخه‌سواری ایران
- فدراسیون ژیمناستیک ایران
- فدراسیون سوارکاری ایران
- فدراسیون شطرنج ایران
- فدراسیون شمشیربازی ایران
- فدراسیون شنا، شیرجه و واترپلو ایران
- فدراسیون فوتبال ایران
- فدراسیون قایقرانی بادبانی ایران
- فدراسیون قایقرانی و اسکی روی آب ایران
- فدراسیون کاراتهٔ ایران
- فدراسیون کبدی ایران
- فدراسیون کشتی ایران
- فدراسیون کوبان ایران
- فدراسیون کونگ‌فوی ایران
- فدراسیون کوهنوردی ایران
- فدراسیون گلف ایران
- فدراسیون موتورسواری و اتومبیل‌رانی ایران
- فدراسیون نابینایان و کم‌بینایان ایران
- فدراسیون ناشنوایان ایران
- فدراسیون نجات غریق ایران
- فدراسیون والیبال ایران
- فدراسیون ورزش مدارس ایران
- فدراسیون ورزش‌های اسلامی زنان ایران
- فدراسیون ورزش‌های جانبازان و معلولین ایران
- فدراسیون ورزش‌های دانشگاهی ایران
- فدراسیون ورزش‌های رزمی ایران
- فدراسیون ورزش‌های روستایی ایران
- فدراسیون ورزش‌های سه‌گانهٔ ایران
- فدراسیون ورزش‌های همگانی ایران
- فدراسیون وزنه‌برداری ایران
- فدراسیون ووشوی ایران
- فدراسیون هاکی ایران
- فدراسیون هندبال ایران

## شرکت‌های زیرمجموعه
- شرکت توسعه و نگهداری اماکن ورزشی

## فهرست رؤسای سازمان تربیت بدنی
- «آشنایی با رئیس جدید سازمان تربیت بدنی». خبرگزاری تابناک. ۴ شهریور ۱۳۸۸. بایگانی‌شده از اصلی در ۱۹ سپتامبر ۲۰۰۹.[۹][۱۰]